# Yoni Rechter
Yoni Rechter (in ebraico יוני רכטר‎?; Tel Aviv, 18 novembre 1951) è un musicista, compositore, pianista, arrangiatore e cantante israeliano.

## Biografia
Yonatan (Yoni) Rechter è nato a Tel Aviv, Israele. È figlio dell'architetto israeliano Ya'akov Rechter e figliastro dell'attrice israeliana Hanna Meron. Ha frequentato il liceo Tichon Hadash. A sedici anni ha composto le musiche per la canzone hit "Tears of Angels" (דמעות של מלאכים, "Dma'ot Shel Mal'achim"), scritta dal suo compagno di liceo Dan Minster.
Rechter servì nella banda del Corpo Artiglieri di Israele. Nel 1972, dopo il congedo da parte dell'esercito entrò a far parte della band Kaveret israeliana come tastierista, collaborando con Gidi Gov, Danny Sanderson, Alon Ole'archick e altri. Rimase con il gruppo fino a quando non si sciolse nel 1976.
Rechter è sposato con Dafna, un ex insegnante di arte, con la quale ha due figli.

## Carriera musicale
Oltre a suonare la tastiera con la Kaveret, formò il duo di rock progressivo "14 Ottave" con Avner Kenner e arrangiò e scrisse canzoni per i principali cantanti israeliani, tra i quali Arik Einstein. Una delle canzoni che ha composto per Einstein era "Your Forehead is Ornamented" (עטור מצחך in ebraico, "Atur Mitz'chech"). La sua prima versione fu arrangiata da Rechter e fu cantata da Arik Einstein con Corinne Allal e Yehudit Ravitz. In seguito ha prodotto album per Gidi Gov, Esther Ofarim, Yossi Banai e Yehudit Ravitz. Una delle sue esecuzioni con Ravitz, che fu intitolata "Once And Forever" (באופן קבוע וחד פעמי, "Be'Ofen Kavu'ah Ve'Chad Pe'ami"), è stata pubblicata anche come album.
Nel 1978, Rechter collaborò a "The Sixteenth Sheep" (הכבש השישה-עשר, "Ha'Keves Ha'Shishah Asar"), un album di poesie di Yonatan Geffen messo in musica.
L'album di debutto di Rechter "Intending" (התכוונות, "Hitkavnut") uscì nel 1979. Comprende ballate tranquille, alcune basate sui testi del cantautore israeliano Eli Mohar. Nello stesso anno ha anche scritto la musica per uno spettacolo di danza, "A Legend in the Sands", eseguito dal Inbal Dance Theater. Ha anche composto le musiche per lo show di Inbal "Jaffa is Sleeping".
Nel 1981 Rechter collaborò con Matti Caspi e Yitzhak Klepter nell'album strumentale "Lines" (קווים in ebraico, "Kavim"). Nel 1982 ha prodotto un altro album di Gidi Gov, "40:06" e ne ha composto tutte le melodie. Nel 1984 ha prodotto l'album della cantante israeliana Nurit Galron "Tocco gentile" (נגיעה אחת רכה "Negi'aa Achat Rakah"). Nel 1986 ha partecipato a mostre a fianco di comici israeliani e degli artisti Gidi Gov, Moni Moshonov e Shlomo Baraba nella commedia "A One-Time Evening" (ערב חד-פעמי "Erev Chad Pe'ami") e nella Guerra del Golfo nel 1991 hanno fatto uno spettacolo di replica, "A Conventional One-Time Evening" (ערב חד פעמי קונבנציונאלי).
Nel 1988 compose e arrangiò la musica per un album di canzoni basate sulle poesie di Avraham Chalfi. Nell'album "I Used To Be a Child" (Hayiti Pa'am Yeled ") compose e arrangiò tutti i brani, alcuni dei quali sono diventati molto popolari in Israele. Nell'album "Il leone, la colomba e una gallina blu" (האריה, היונה ותרנגולת כחולה, "Ha'Arie, Ha'Yonah Ve'Tarnegolet Kchulah") Rechter compose e arrangiò più canzoni per i bambini.
Nel 1991, il Festival di Israele e la Broadcasting Authority israeliana produssero una serata di canzoni di Rechter dal titolo "Il romanticismo è ciò che conta" (העיקר זה הרומנטיקה "Ha'Ikar Ze Ha'Romantika"), che andò in onda sulla televisione israeliana e fu pubblicato come un album. Nel 1995 Rechter e Eli Mohar pubblicarono un album dal titolo "Pensieri e Opzioni" (מחשבות ואפשרויות, "Machshavot Ve'Efsharuiot").
Nel 2002 Rechter pubblicò "Un'altra storia" (עוד סיפור). L'album da solista, che fu diviso in tre sezioni, è composto da canzoni per lo più intime. L'album è stato ben accolto dalla critica musicale, ma non è stato un successo commerciale. Rechter ha anche preso parte alla composizione ed organizzazione della musica per molti lavori teatrali e show. Nel 2005 Rechter ha pubblicato una raccolta del meglio del doppio CD dal titolo "Ogni volta che suono", con le proprie registrazioni, come pure pezzi con altri cantanti. Rechter è stato giudice per le audizioni di compagnie musicali dell'IDF.

## Stile musicale
Secondo il critico musicale Ben Shalev del quotidiano Haaretz, le maggiori influenze musicali di Rechter furono "di Bach, Beatles e Bill Evans." Altre influenze sono Chick Corea e le armonie di Sasha Argov. Egli cita anche il rock e il jazz di artisti progressisti, come Herbie Hancock, Gentle Giant, King Crimson, Genesis, Yes e Emerson, Lake & Palmer.

## Premi
Nel 2008 Rechter ha vinto il premio EMET, assegnato per eccezionali conquiste nell'arte, nella scienza e nella cultura.

## Album
- Il sedicesimo agnello (הכבש השישה-עשר, Ha'Keves Ha'Shisha-Asar)
- Intendendo (התכוונות, Hitkavnut)
- L'amore ha molte facce (האהבה, פנים רבות לה Ha'Ahava, Panim Rabot La), con Arik Einstein
- Una volta e per sempre (באופן קבוע וחד פעמי, Be'Ofen Kavuah Ve'Chad Pe'ami), con Yehudith Ravitz
- All'altezza degli occhi (בגובה העיניים, Be'Govah Ha'Einayim), con Eli Mohar
- Il romanticismo è ciò che conta (העיקר זה הרומנטיקה, Ha'Ikar Ze Ha'Romantica)
- Linee (קווים, Kavim)
- I pensieri e le opzioni (מחשבות ואפשרויות, Machshavot Ve'Efsharuiot), con Eli Mohar
- Un'altra storia (עוד סיפור, Od Sipur)
- Proprio ora (ממש עכשיו, Mamash Achshav) una registrazione dal vivo
- Il Leone, La colomba e una gallina blu (האריה, היונה ותרנגולת כחולה, Ha'Arie, Ha'Yonah Ve'Tarnegolet Kchulah)
- 14 Ottave, con Avner Kenner
- Dalle canzoni di Avraham Chalfi (משירי אברהם חלפי, Mi'Shirei Avraham Chalfi)
- Ero un bambino (הייתי פעם ילד, Hayiti Pa'am Yeled), con Arik Einstein
- Una leggenda nel Sands (אגדה בחולות, Agada Ba'Cholot)